# Algebrai egész szám
Algebrai egész számnak, vagy röviden algebrai egésznek nevezzük az olyan komplex számot, amely zérushelye egy egész együtthatós, 1 főegyütthatójú polinomnak. Az algebrai egészek gyűrűt alkotnak, és minden algebrai egész egyben algebrai szám is. Az algebrai egészek tanulmányozásával foglalkozó tudományág az algebrai számelmélet.

## Példák
Algebrai egész minden egész szám. Ha ugyanis {\displaystyle n\in \mathbb {Z} }, akkor gyöke az {\displaystyle x-n} polinomnak.
Algebrai egészek az n-edik egységgyökök, mert gyökei az {\displaystyle x^{n}-1} polinomnak.
Algebrai egészek az Eisenstein-egészek és a Gauss-egészek is.
Algebrai egész az aranymetszés {\displaystyle \Phi ={\frac {1+{\sqrt {5}}}{2}}} arányszáma, mert {\displaystyle \Phi ^{2}-\Phi -1=0}.

## Ellenpéldák
Nem algebrai egész a {\displaystyle \pi }, hiszen transzcendens szám.
Nem algebrai egész az {\displaystyle 1 \over 2}. Tegyük fel ugyanis indirekt módon, hogy az {\displaystyle 1 \over 2} gyöke az {\displaystyle x^{n}+a_{1}x^{n-1}+a_{2}x^{n-2}+\dots +a_{n}} egész együtthatós polinomnak. Akkor
és így
ami lehetetlen, mert a bal oldal páratlan, a jobb oldal pedig páros.

## Alapvető tények
Ha {\displaystyle \alpha } algebrai egész, akkor {\displaystyle \beta ={\sqrt[{n}]{\alpha }}} szintén algebrai egész. Ha ugyanis {\displaystyle \alpha } kielégíti a {\displaystyle p(x)} 1 főegyütthatójú egész együtthatós polinomot, akkor {\displaystyle \beta } kielégíti a {\displaystyle p(x^{n})} 1 főegyütthatójú egész együtthatós polinomot.
Egy algebrai egész csak akkor racionális, ha egész szám. Ez hasonlóan látható be, mint a fenti állítás az {\displaystyle 1 \over 2}-re vonatkozóan.
Az előző két állításból következik az is, hogy {\displaystyle {\sqrt[{k}]{n}}\,(k,n\in \mathbb {N} )} akkor és csak akkor racionális, ha {\displaystyle n} egy természetes szám {\displaystyle k}-adik hatványa. Speciálisan {\displaystyle {\sqrt {2}}} nem racionális.
Algebrai egészek ellentettje, összege és szorzata ismét algebrai egész, így az algebrai egészek gyűrűt alkotnak. Algebrai egészek hányadosa viszont nem feltétlenül algebrai egész. Például az 1 és a 2 algebrai egészek, de az {\displaystyle 1 \over 2} nem az.